# Brandon Mechele
Brandon Mechele [uitspraak: 'brɑndɔn 'mɛxələ] (Bredene, 28 januari 1993) is een Belgisch voetballer die als centrale verdediger speelt. Hij staat al zijn gehele loopbaan onder contract bij Club Brugge.
Mechele won zesmaal de Belgische landstitel, won tweemaal de Beker van België en won vijfmaal de Supercup. Bijnamen voor Mechele zijn RoboCop, de Beir van Brènienge en Don Brandon. Zijn stijl is sober, met harde werkkracht en een nederige persoonlijkheid. Door lokale media werd Mechele, naar "zijn inzet en maniakale verzorging", "de stille kracht van Club Brugge" en "werkmier zonder franjes" genoemd.
Op 13 oktober 2019 debuteerde Mechele voor de Rode Duivels uit tegen Kazachstan. Op 30 september 2022 verlengde Mechele zijn contract bij Club Brugge tot 2025. Op 31 mei 2024 zag Mechele opnieuw zijn lopende contract verlengd worden, waardoor hij tot juni 2027 vast kwam te liggen en hij dan 25 jaar aan Club Brugge verbonden zou zijn. In 2013 stroomde hij door uit de Brugse jeugdwerking. Jeugd inbegrepen en een half seizoen STVV op huurbasis buiten beschouwing gelaten, speelt hij sinds 2002 voor Club Brugge.
Mechele is clubrecordhouder met 90 Europese wedstrijden en deelt het clubrecord van zes landstitels met Hans Vanaken. Op 12 augustus 2025 passeerde hij Gert Verheyen. Op 19 augustus 2025 speelde Mechele zijn 500ste officiële wedstrijd voor Club Brugge, in een Europese uitwedstrijd tegen Glasgow Rangers. Brugge won 1–3. Mechele luisterde zijn jubileum op met een doelpunt. Naar aantal wedstrijden staat hij op de zesde plaats op de eeuwige ranglijst (augustus 2025). Jan Ceulemans (507 wedstrijden) staat voor hem op de vijfde plaats en achter Hans Vanaken, met wie Mechele anno 2025 reeds tien jaar samenspeelt.
In januari 2019 werd Mechele benoemd tot ereburger van kustgemeente Bredene, waar hij opgroeide, voor alle ruchtbaarheid met zijn prestaties bij Club Brugge.

## Clubcarrière

### Club Brugge

#### 1999–2013: Jeugdreeksen en debuut
Brandon Mechele groeide op in Bredene aan de Belgische Kust. Op 8-jarige leeftijd sloot hij zich tijdens het seizoen 2001–2002 aan bij de jeugd van Club Brugge na twee jaar bij de jeugd van KSV Bredene te hebben gespeeld. De centrale verdediger die bij de jeugd als rechtsachter speelde, doorliep daarop alle jeugdreeksen. Mechele werd bij het eerste elftal van blauw-zwart echter al snel 'omgevormd' tot centrale verdediger en (door omstandigheden, zie onder) werd hij tevens meteen basisspeler.
Mechele werd in januari 2013 opgeroepen voor de winterstage in het Spaanse Marbella (Andalusië) aan de Middellandse Zee en hij trainde vervolgens op sporadische basis mee met het eerste elftal in België. Jeugdspelers Björn Engels en Birger Verstraete, die een jaar jonger zijn dan Mechele, kwamen al bij de hoofdmacht voor Nieuwjaar. Mechele zou daarna het eerste elftal vervoegen. Hij werd er ploegmaat van onder anderen Eiður Guðjohnsen, Carlos Bacca, Lior Refaelov, Óscar Duarte, Maxime Lestienne, Vadis Odjidja, Carl Hoefkens, Thomas Meunier, Víctor Vázquez en Ryan Donk.
Nadat ik op winterstage Björn Engels eens verving, trainde ik wekelijks één à twee keer met het eerste elftal. Natuurlijk hoop ik om net als Björn Engels en Birger Verstraete mijn plek te veroveren, maar ik bekijk het stap voor stap.
— Mechele stelt zichzelf voor na zijn officiële debuut begin mei 2013
Brandon Mechele maakte op 20-jarige leeftijd zijn debuut in het eerste elftal onder de Spaanse trainer Juan Carlos Garrido, op 5 mei 2013 tegen Sporting Lokeren in de play-offs om de Belgische landstitel. Debuteren deed Mechele als verdedigende middenvelder. Mechele viel in voor met name de licht geblesseerde Víctor Vázquez, een positionele vervanging behalve dat Mechele lager speelde (Vázquez is een aanvallende middenvelder). Er werd overgegaan tot 4–3–3 met twee verdedigende middenvelders (defensieve driehoek) in plaats van 4–3–3 met offensieve driehoek. Van nature is hij geen centrale verdediger doch wel een rechtsback.
Mechele kreeg nog tien minuten speelgelegenheid tegen Lokeren. De Deen Jesper Jørgensen maakte het slot van de wedstrijd tegen Lokeren als zodanig vol als enige aanvallende middenvelder. Mechele speelde aan de zijde van de Nigeriaan Mikel Agu op het middenveld. Door blessures en schorsingen zat Mechele voor het eerst op de bank. Club Brugge won het duel tegen Sporting Lokeren met 2–1. "Toen ik mijn plek tussen de invallers opzocht dacht ik dat ik droomde. Ik ben uiteraard heel tevreden met mijn invalbeurt. Ik ben blij dat ik enkele ballen kon recupereren", zei hij over zijn debuut.
Op 12 mei 2013 viel Mechele na 73 minuten in voor Jesper Jørgensen, uit bij Standard Luik; een gelijkaardige tactische situatie zoals tegen Sporting Lokeren. Club Brugge won van Standard Luik met 2–4. In zijn derde en laatste wedstrijd van dat seizoen ging Brugge zwaar onderuit op het veld van titelpretendent SV Zulte Waregem. Essevee won met 5–2. Mechele kwam na 70 minuten in het veld voor Thomas Meunier en speelde tot aan het einde van de wedstrijd op de positie van rechtsachter. Helemaal aan het einde van het seizoen 2012–2013, toen hij zijn eerste officiële wedstrijden voor blauw-zwart speelde, leek het alsof toenmalig trainer Juan Carlos Garrido hem in de nabije toekomst als verdedigende middenvelder zou blijven inzetten terwijl Mechele bij de jeugd meestal rechtsachter was.

#### 2013–2015: Doorbraak in het eerste elftal

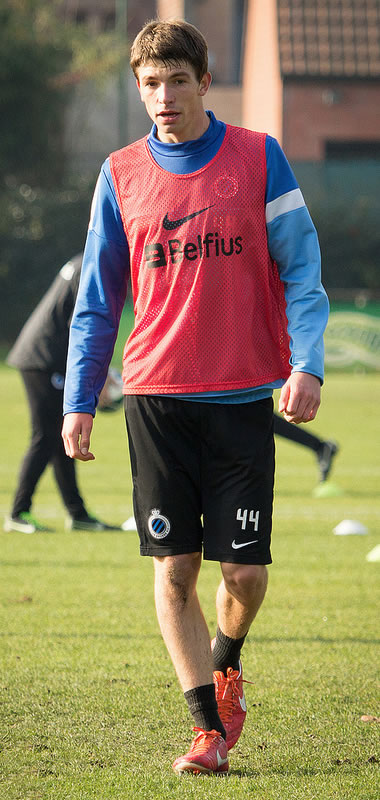
Brandon Mechele tijdens een training met Club Brugge op 21 maart 2014

Vanwege blessureleed bij de Deen Jim Larsen, en doordat de Costa Ricaan Óscar Duarte geelgeschorst was, stelde trainer Juan Carlos Garrido hem op voor het openingsduel van het seizoen 2013–2014 tegen Sporting Charleroi, op 26 juli 2013. Brugge won de wedstrijd met 2–1 én met een mannetje minder. Timmy Simons kreeg rood bij zijn grote comeback na 21 minuten. Samen met jeugdvriend Björn Engels maakte hij in het vorige seizoen reeds deel uit van het eerste elftal. Engels kreeg eerder zijn eerste kans dan Mechele, toen nog van trainer Georges Leekens. Op 20 september 2012 en speelde Engels al eens mee als invaller in de tweede helft uit tegen Girondins de Bordeaux (4–0 nederlaag) op de openingsspeeldag van de groepsfase van de UEFA Europa League. Engels maakte bij zijn debuut een ongelukkig eigen doelpunt. Van Mechele toen nog geen spoor in het eerste elftal: hij kwam er pas voorjaar 2013 bij. Mechele en Engels stonden tegen Sporting Charleroi voor het eerst samen in de basiself in de Jupiler Pro League. Beiden speelden de volledige wedstrijd. Garrido behield hen ook de volgende weken in zijn basiself.
In Mecheles eerste twee seizoenen ging de Belgische landstitel naar RSC Anderlecht, in het derde naar KAA Gent. Club Brugge was destijds een ploeg in volle heropbouw na enkele povere, middelmatige seizoenen eind jaren 2000 tot begin jaren 2010. De laatste trofee die Brugge destijds had gewonnen was de Beker van België 2006–2007. De club trok medio jaren 2010 ten strijde met enkele jeugdspelers waar veel verwacht kon van worden. Mechele, Engels en onder fans geliefde jeugdproducten Tuur Dierckx, Boli Bolingoli, Nikola Storm en Birger Verstraete werden de grote uithangborden van de nieuwe politiek van blauw-zwart onder een nieuwe voorzitter, Bart Verhaeghe, en een nieuwe manager, Vincent Mannaert.
In hun eerste seizoen kwam een basisplaats nog te vroeg voor de benjamins, maar in het seizoen 2013–2014 ging het gelijk steil bergopwaarts voor met name Engels en Mechele. Toen gooide Georges Leekens' opvolger Garrido de jeugdspelers voor de leeuwen als basisspelers (titularissen). Mechele werd linker en Engels rechter centrale verdediger. Dit was een noodgedwongen wijziging wegens een volle ziekenboeg, maar pakte goed uit. Het duo Engels-Mechele groeide meteen, enigszins verrassend, uit tot vaste waarde bij Brugge.
Juan Carlos Garrido werd in september 2013 ontslagen hoewel er gelijke tred met competitieleider Standard Luik werd gehouden. In de UEFA Europa League werd Club Brugge weliswaar na één voorronde, en met Mechele beide keren in de basis, verrassend uitgeschakeld door Śląsk Wrocław uit Polen. De Spaanse coach werd vervangen door Michel Preud'homme. Algauw zouden de twee ook een verbeterd contract krijgen, wat maakte dat ze tot juni 2017 onder contract stonden. Op 28 november 2013 verlengde Mechele, net als Engels, zijn contract. Mechele lag aanvankelijk tot juni 2014 (met optie) onder contract.
Mechele was onder Michel Preud'homme in eerste instantie een vaste pion en vormde in een 4–3–3 opstelling een defensief duo met Björn Engels, totdat die laatste op 10 oktober 2014 tijdens een doordeweekse training een zware knieblessure opliep dewelke Engels meer dan een jaar op non-actief stelde. Hierdoor speelde Mechele naast Duarte, nog altijd als linker centrale verdediger. Na Nieuwjaar [2015] kwam ook de in eerste instantie door Ajax aan Club Brugge verhuurde Stefano Denswil naast hem te staan (toen ten nadele van Duarte). Mechele speelde op de positie van rechter centrale verdediger wanneer Denswil aan hem werd gekoppeld (wat toen voor het eerst gebeurde); omdat Preud'homme de linkervoet van Denswil beter achtte dan die van Mechele. Op 20 januari 2015 scoorde de centrale verdediger in de laatste minuut tegen KV Mechelen het beslissende doelpunt in de kwartfinales van de Beker van België.
De halve finale van de Europa League werd mislopen tegen het Oekraïense Dnipro, doordat in de slotfase van de terugwedstrijd een schot op de voet van Brandon Mechele afweek: de totaalscore van de twee wedstrijden was 0–1. Mechele was onderweg daarnaartoe samen met Óscar Duarte een belangrijke speler in de defensie van blauw-zwart en ook Mister Europe van dat seizoen, aanvaller Lior Refaelov, had een gigantisch groot aandeel in het Europese succes van Club Brugge in 2015. Mechele en zijn ploegmaats betaalden er echter ietwat de prijs voor in de competitie; het slopende seizoen eiste zo toch nog zijn tol. In de play-offs bleek KAA Gent sterker te zijn dan blauw-zwart. Uiteindelijk pakte Mechele met de Beker van België zijn allereerste prijs dat seizoen. Onder leiding van Michel Preud'homme – in betere tijden voor Mechele (zie onder) – werd het 2–1 in de finale tegen de aartsrivalen van RSC Anderlecht. Hij wist niet te verhinderen dat Anderlecht-spits Aleksandar Mitrović de gelijkmaker tegen de touwen prikte na het openingsdoelpunt van aanvaller Tom De Sutter. Lior Refaelov besliste de finale in de absolute slotfase. Mechele speelde de volledige finale naast Óscar Duarte als linker centrale verdediger.

#### 2015–2017: Uit de gratie bij Preud'homme
Onder Preud'homme verdween Mechele in 2016 van de radar. Het was opvallend voor deze periode dat Preud'homme toen teruggreep naar fysiek zorgenkind Björn Engels indien deze volledig fit was en hierbij Mechele slachtofferde, omdat Engels volgens Preud'homme voor de spelopbouw als gracieuzer mocht beschouwd. De perceptie rond Mechele, hoe de supporters en de media tegen hem aankeken, begon negatief om te keren zeker nadat hij in het kader van de laatste voorronde van de UEFA Champions League, op 18 augustus 2015 tegen Manchester United op Old Trafford, twee keer een gele kaart te zien kreeg in zeven minuten tijd en uitgesloten werd. In volgende weken en maanden voor Nieuwjaar oogde hij ook in de competitie wat vaker onzeker. Brugge kende wel een zeer goede seizoensstart in de Belgische competitie en met Mechele toen nog als basisspeler. Engels keerde in het voorjaar van 2016 terug uit blessure (een aanhoudende knieblessure). In januari 2016 verliet Óscar Duarte de club. Inmiddels was alsmaar duidelijker geworden dat Mechele niet in de bovenste la lag bij Preud'homme. Waar hij het voorgaande jaar betrouwbaar was gebleken voor de Luikse oefenmeester, zou Mechele dra definitief door hem aan de kant geschoven worden.
Als antwoord op Duarte's vertrek trok Brugge Benoît Poulain aan bij Kortrijk om de spoeling achterin aan te dikken. Brugge beschikte over te weinig centrale verdedigers om dat seizoen het titelgevecht aan te gaan met KAA Gent en RSC Anderlecht. Mechele verloor z'n basisplaats in het seizoen 2015-2016 aan Engels. Ook Poulain kwam in de pikorde van Preud'homme hoger dan Mechele. Club Brugge werd in mei 2016 voor de veertiende keer Belgisch landskampioen na elf seizoenen van droogte. Mechele had dan toch een redelijk aandeel in de titel met achttien optredens (optelsom van de reguliere competitie en de play-offs). Hij speelde drie keer mee in de play-offs, uit tien wedstrijden. Weliswaar gebeurde dit wanneer de titel mathematisch al behaald werd. Nog vóór de eerste titel sinds 2005 binnen was, verloor Brugge de bekerfinale met 2–1 van Standard Luik op de Heizel op 20 maart 2016. Mechele zelf bleef negentig minuten op de bank. Op de weg ernaartoe kwam Mechele twee keer in actie: tegen Sporting Lokeren in de 1/8ste finale en tegen Westerlo in de kwartfinale. Hij speelde in beide wedstrijden negentig minuten. Europees verging het Club Brugge beduidend slechter na het bereiken van de kwartfinale in de Europa League, in april 2015. De club kende in het seizoen 2015–2016 een desillusionerende Europa League-campagne met uitschakeling in de groepsfase. Brugge lootte SSC Napoli, FC Midtjylland en Legia Warschau; en sprokkelde vijf punten en eindigde als derde van de groep, wat niet volstond. Mechele was bij alle wedstrijden als basisspeler betrokken. Tegen SSC Napoli, waar landgenoot Dries Mertens destijds voorin de lakens uitdeelde, werd met forfaitcijfers verloren in het San Paolo. Mertens scoorde tweemaal tegen Brugge. Mechele vormde destijds meestal de viermansdefensie met rechtsback Thomas Meunier, linksback Laurens De Bock en of Stefano Denswil of Duarte als centrale partner en het was net dié defensie die de kwartfinale had weten te bereiken in april 2015. De Costa Ricaan zette winter 2016 een stap hogerop naar Espanyol uit La Liga. Hiermee kwam een eind aan het sterke defensieve partnerschap tussen Mechele en Duarte dat zo'n twee seizoenen standhield.
Mechele begon geblesseerd aan de voorbereiding op het seizoen 2016–2017: de eerste blessure sinds hij bij het eerste elftal was. Mechele liep een scheur in het spronggewricht van zijn enkel op. Deze blessure bemoeilijkte het uitzicht op speelgelegenheid voort. Toen hij weer fit verklaard werd mocht Mechele, ondanks blessureleed bij de blessuregevoelige Björn Engels (opgelopen thuis tegen Leicester City in de UEFA Champions League), tijdens het laatste seizoen van Preud'homme enkel Europees nog meespelen. Dat gebeurde ten voordele van Poulain, die naast Stefano Denswil een basisplaats in de defensie bemachtigde. Mechele keerde in november 2016 even terug in het elftal nadat Stefano Denswil geblesseerd was uitgevallen in de competitie. Speelminuten in de Jupiler Pro League leverde het Mechele niet meer op.
Mecheles enige optredens waren twee nederlagen in de groepsfase van de UEFA Champions League tegen Engels landskampioen Leicester City (uit) en Deens landskampioen Kopenhagen (thuis). Het verlies tegen Kopenhagen in het bijzonder was een behoorlijk bittere pil om te slikken: 0–2, en mede door een ongelukkige owngoal van Mechele na net iets minder dan tien minuten spelen — de eerste wedstrijd tegen de Denen mondde reeds uit in een 4–0 nederlaag; hij was die avond niet bij de selectie. Club Brugge behaalde geen enkel punt in de Champions League: 0 op 18. De teleurstellende comeback van Brugge, dat voor het laatst actief was in de UEFA Champions League tijdens het seizoen 2005–2006, werd breed uitgesmeerd in Vlaamse media. De druk op trainer Preud'homme werd ook sterk opgevoerd, maar hij bleef uiteindelijk in het zadel vanwege betere resultaten in België.
Het gebrek aan speelminuten voor Mechele werd door zijn achterban als dermate frustrerend ervaren dat zijn vriendin, en toekomstige echtgenote, Caroline Goorden op Twitter uithaalde naar trainer Michel Preud'homme. Die laatste was niet onder de indruk en verdedigde met hand en tand zijn keuze Mechele gedurig te loochenen in de Belgische competitie. Mechele kwam niet verder dan een rol als bankzitter, een bank aan dewelke hij doorgaans gekluisterd bleef. Soms werd hij door Preud'homme ook gewoon naar de tribune verwezen en belandde Mechele dan ook in extremo naast de wedstrijdselectie.
Uiteindelijk voerde zijn achterban het betoog op dat Preud'homme "een gebrek aan respect" had, na zijn voorbije jaren die succesvol waren geweest met onder meer de bekerwinst in 2015 tegen Anderlecht, de Europese campagne in de UEFA Europa League (2014–2015, kwartfinale) en de tweede plaats in de competitie achter KAA Gent. Mechele maakte die periode mee uitsluitend in hoedanigheid van basisspeler.
Of het nu de makelaar, vriendin, een van de ouders of Sinterklaas is die iets zegt, dat laat me koud.
— Club Brugge-trainer Michel Preud'homme, van leer trekkend over de "zaak-Mechele" in de krant De Morgen

#### Voorjaar 2017: Uitleenbeurt aan STVV en verrijzenis
Björn Engels en Stefano Denswil waren tijdens het seizoen 2016–2017 de vaste centrale verdedigers van Club Brugge geworden in controlerende 4–3–3 formatie. Engels raakte in september geblesseerd en miste het gehele najaar van 2016, waarna hij opnieuw in de basisploeg postvatte. De alternatieven waren Poulain of Mechele. Preud'homme maakte niet langer gebruik van die laatste. In de winterstop van het seizoen 2016–2017 verhuisde Mechele dan ook op uitleenbeurt naar STVV, samen met Boli Bolingoli en doelman Sébastien Bruzzese. Daar werd hij onder de Kroatische trainer Ivan Leko, oud-speler van Brugge, opnieuw een vaste waarde. Opvallend was dat Club Brugge in de tussentijd geen centrale verdediger aantrok, waardoor het er alle schijn van had dat na de uitleenbeurt voor Mechele de deur nog open stond. Tezelfdertijd bestond onzekerheid over of Preud'homme na het seizoen nog zou doorgaan als trainer van blauw-zwart.
Alsof de duivel met Michel Preud'homme speelde kwam Club Brugge nadien defensief in ademnood te zitten aangezien Benoît Poulain eind januari 2017 geblesseerd uitviel tegen Standard Luik (uit 0–3 winst). De Fransman had vlak voor de start van de play-offs om de landstitel een scheur in de bilspier opgelopen. Ouderdomsdeken, aanvoerder en middenvelder Timmy Simons moest op de positie van centrale verdediger inspringen. Verder dienden vleugelverdedigers de gaping op te vullen. Soms namen onervaren jeugdspelers op de bank plaats. Volgens menigeen was het zonneklaar: Club Brugge miste iemand zoals Mechele, die in voorgaande jaren geen blessureleed kende. Mechele had Club Brugge nog van dienst kunnen zijn.
Bovendien presteerde Mechele zelf goed bij STVV, waarmee hij Preud'homme van repliek diende. Engels was sinds december terug op post en bleef fit tot het einde van het seizoen. Denswil kende geen rijke geschiedenis van blessures. Er mocht evenwel niet veel meer fout gaan. Club was niet dik gezaaid met centrale verdedigers terwijl de titelstrijd volop aan gang was. Club Brugge had Mechele nog kunnen gebruiken, maar hij was er niet meer. De Luikse succescoach loste het probleem op een bepaald moment op (februari 2017) door met drie verdedigers te spelen. Laurens De Bock, normaliter linkervleugelverdediger, moest van lieverlee centraal in de verdediging gaan spelen. Preud'homme had voorts geluk dat Engels en Denswil tot het einde van het seizoen fit bleven.
In het seizoen 2016–2017 zou het nog krap worden in de Brugse defensie. Preud'homme had Mechele blijven 'uitsluiten', zodat zijn situatie derhalve uitzichtloos werd. Voor Mechele moest naar een oplossing worden uitgekeken (in de vorm van een uitleenbeurt aan STVV). Poulain keerde in maart terug doch miste andermaal drie wedstrijden in volle titelstrijd, toen door een verrekking van de bilspier. In april werd Poulain daarbovenop door het bondsparket twee speeldagen geschorst na een tackle op Gent-speler Brecht Dejaegere. De lokroep naar Mechele begon luider te klinken naarmate de play-offs vorderden.
De Belgische landstitel ging uiteindelijk niet naar Club Brugge, maar naar RSC Anderlecht. Sint-Truiden handhaafde zich dan weer in eerste klasse: Mechele eindigde met zijn maats op de veertiende plaats met vijf punten voorsprong op de voorlaatste in de stand Royal Excel Moeskroen en zes punten voorsprong op hekkensluiter KVC Westerlo. Mechele speelde op zijn beurt alle resterende wedstrijden van het seizoen, in Brugse loondienst maar namens STVV: achttien competitiewedstrijden, twee doelpunten. In de Beker van België werden de Kanaries al uitgeschakeld voor Nieuwjaar, voor Mecheles komst.
Zijn trainer bij STVV was de Kroaat Ivan Leko en deze laatste zou een allesbeheersende rol vertolken voor het vervolg van de carrière van Mechele, die een stap opzij zette om er nadien twee vooruit te zetten. Na afloop van het seizoen 2016–2017 keerde Mechele terug naar zijn moederclub Club Brugge, waar Preud'homme na vier seizoenen de deur achter zich dicht trok.
Tot januari 2016 speelde ik redelijk veel [bij Club Brugge], maar dan niets meer. Dat was de keuze [van de trainer ]. Benoît Poulain en Stefano Denswil hebben andere kwaliteiten [dan ikzelf]. Ik heb geprobeerd daaraan te werken en me te bewijzen op training, maar ik kon niet blijven wachten op speelkansen. Wat ik dan moet verbeteren om titularis te worden? Ik moet misschien meer initiatief nemen en me verbaal meer laten gelden. Daar kan ik zeker nog stappen in zetten. Uiteindelijk is het wel de bedoeling dat ik deze zomer terugkeer, maar we zullen zien. Ik neem Preud'homme niets kwalijk. Hij heeft me veel bijgeleerd en ik ben hem daar dankbaar voor. Maar op een gegeven moment moet je aan jezelf denken. Ik wil spelen dus dit was misschien wel de beste oplossing.
— Mechele over zijn laatste maanden onder Michel Preud'homme 

#### 2017–2018: Terug in de basis onder Ivan Leko

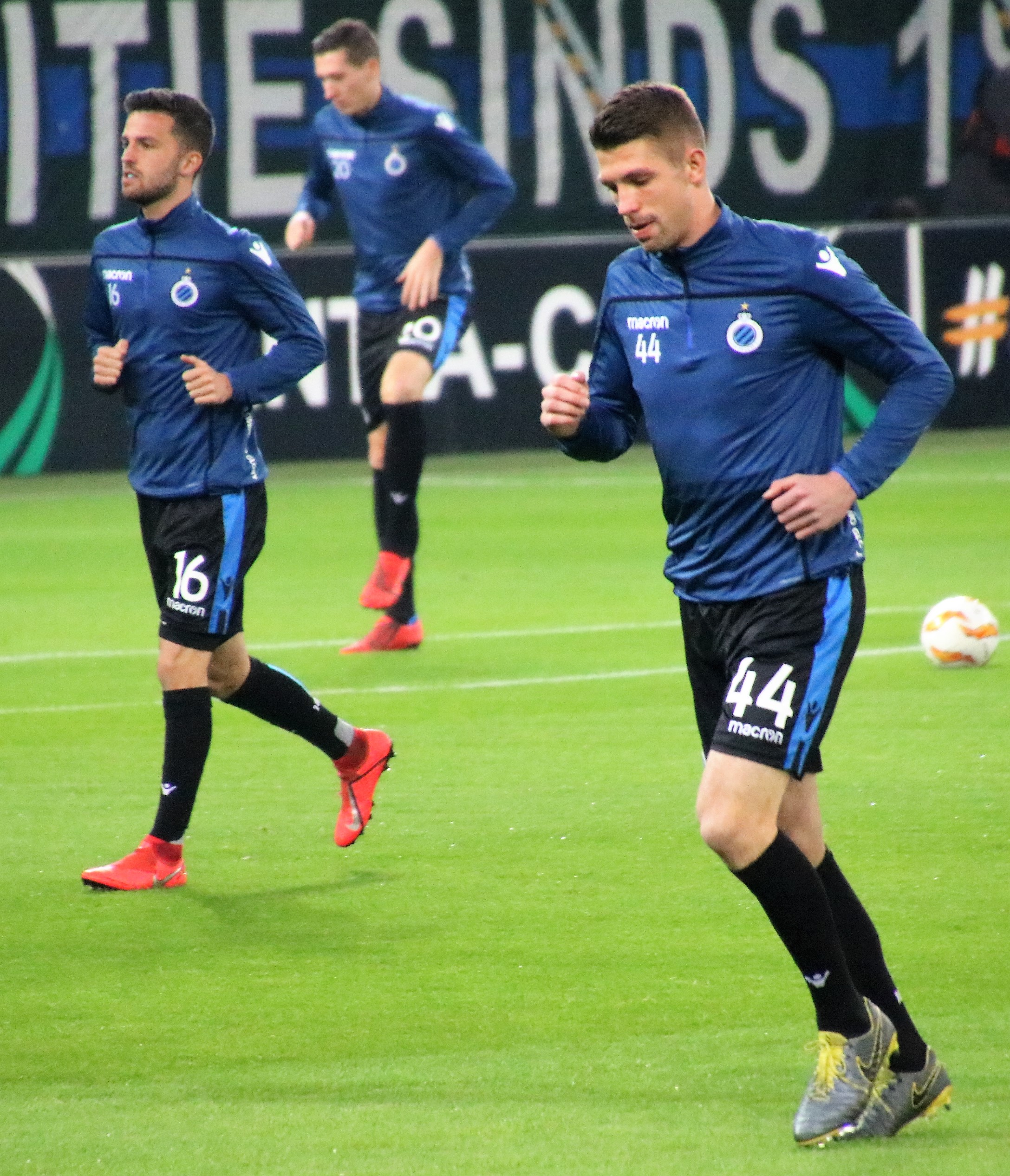
Mechele tijdens een opwarming met Club Brugge in 2019, UEFA Europa League tegen RB Salzburg. Naast Mechele Siebe Schrijvers en achteraan Hans Vanaken, die net als Mechele zes landstitels behaalde met blauw-zwart in de periode 2016–2024. Nederlander Ruud Vormer, niet op de foto, is de overige speler uit Mecheles tijdperk die vijf landstitels behaalde met Club Brugge. (Red Bull Arena, Wals-Siezenheim)

Mechele begon met redelijk wat twijfels aan het seizoen 2017–2018 bij Club Brugge, waar STVV-coach Ivan Leko intussen als nieuwe trainer was aangesteld. Ondanks de aanwezigheid van de tactisch sterke Benoît Poulain behield Leko het vertrouwen in de Bredenenaar, na een zeer moeilijke start voor Club Brugge als team in augustus en september 2017, die werd gekenmerkt door dubbele Europese uitschakeling tegen haalbare tegenstanders.
Mechele vormde de defensie met de Nederlander Stefano Denswil en de Fransman Benoît Poulain. Mechele presteerde daarop ijzersterk. Ten dele werd hij geholpen door Engels' vertrek in de zomer, naar met name het Griekse Olympiakos Piraeus aan het eind van de transferperiode, maar het was trainer Leko die voor Mechele veel veranderd had. Vooral in het hoofd: hij was mentaal veel sterker geworden, vertelde hij aan weekblad Knack in november 2017.
Het spelsysteem dat Ivan Leko invoerde was een 3–5–2 met drie verdedigers: Poulain rechts, Mechele centraal en Denswil links. Dit werd tot na de verloren voorrondes van de UEFA Champions League en UEFA Europa League tegen Istanbul Başakşehir en AEK Athene, respectievelijk, toegepast met Engels in plaats van Poulain. Dat waren de laatste wedstrijden van Mechele als defensieve partner van Björn Engels, met wie hij samenspeelde sedert de jeugdreeksen. Engels beproefde zijn geluk voortaan in het buitenland, maar zijn carrière werd voortdurend gedwarsboomd door dezelfde blessures die hem bij Club Brugge parten speelden. Poulain werd ook in dit seizoen getroffen door blessures. De Fransman kreeg indien volledig fit steevast een plaats in het basiselftal naast Mechele en Denswil. Mechele en Poulain hadden dezelfde tactisch doorlezen speelstijl, Denswil beschikte over veel technische kwaliteit. Mechele werd als onmisbaar beschouwd door supporters en de media. In het seizoen 2017–2018 stond de Brugse verdediging onder bewind van Leko als een huis en slikte amper tegengoals met dank aan laatste man Mechele, "de stilzwijgende en noest werkende West-Vlaming".
Mechele wierp zich op tot defensieve leider van blauw-zwart. Mechele was een van de uitblinkers en speelde ook het daaropvolgende jaar naast Poulain, die zich ongeveer dezelfde stijl als Mechele aanmat en die tactisch het spel goed las, en de complementaire Denswil. De Bredenenaar verdedigde op een intelligente, zakelijke manier terwijl de Surinaamse Amsterdammer sierlijk uitvoetbalde en een hard schot had. Mechele miste geen seconde van de competitie, als enige van de ploeg. Bovendien scoorde hij dat seizoen drie doelpunten en veroverde aan het einde van het seizoen 2017–2018 zijn tweede landstitel.

#### 2018–2019: DeRoboCopvan Leko, eerste selectie voor Rode Duivels
Voor aanvang van het seizoen 2018-2019 liep Mechele tijdens de voorbereiding een blessure op aan de buikspieren. De taaie Mechele vocht zich in september terug in de ploeg en werd opnieuw gekoppeld aan Poulain en Denswil. De blessuregevoelige Poulain kreeg het moeilijk om zich nog langer te handhaven omwille van fysiek leed, waardoor Mechele en Denswil met zomeraanwinst Clinton Mata een nieuwe defensieve partner kregen. Zijn bijnaam was RoboCop naar het personage uit de gelijknamige scifi-film uit 1987, vanwege "robotische immuniteit tegen blessures". Hij was nooit geblesseerd.
Mechele populariseerde de bijnaam tijdens het seizoen 2017–2018 door Belgisch landskampioen te worden en aldoende geen seconde van de competitie te missen (reguliere competitie + play-offs). Supporters en de Vlaamse pers doopten hem RoboCop naar het gelijknamige personage uit de film van regisseur Paul Verhoeven. Hij kreeg de bijnaam RoboCop eigenlijk al veel eerder; van een toenmalige ploegmaat bij Brugge, de Deen Jesper Jørgensen, in 2014. Mechele bleef destijds nuchter en stoïcijns kalm onder alle lofzang voor de achterhoede en verwees naar het belang van de volgens hem onderbelichte aanvallende sterkte van Club Brugge onder Ivan Leko.
Ironisch genoeg raakte net RoboCop geblesseerd in de zomer van 2018 na het behalen van de vijftiende Belgische landstitel onder Ivan Leko. De blessure aan de buikspieren, tijdens de voorbereiding op het nieuwe seizoen, had geen impact op zijn status want Mechele keerde gewoon terug in de basiself en speelde in het seizoen 2018–2019 opnieuw 41 officiële wedstrijden. Brugge eindigde uiteindelijk op de tweede plaats achter Genk. Na het seizoen 2018–2019 hield Ivan Leko het na twee succesvolle seizoenen voor bekeken als coach. Op 5 oktober 2018 werd Mechele door bondscoach Roberto Martínez beloond met zijn eerste selectie bij de Rode Duivels. Hij mocht aanvankelijk niet meespelen van Martínez. Reden was de aanwezigheid van door de wol geverfde internationals zoals Toby Alderweireld en Thomas Vermaelen en bovendien omdat verdedigende middenvelder Leander Dendoncker destijds bij zijn club RSC Anderlecht tot centrale verdediger werd omgevormd. Dendoncker werd eveneens over Mechele geprefereerd. Op zijn eerste minuten bij de Rode Duivels zou hij nog een jaar moeten wachten.
Hoe minder je mij ziet, hoe beter we het doen.
— Brandon Mechele in oktober 2019, sardonisch in een interview met Knack en doelend op het belang van een goede aanvalslinie bij Brugge 

#### 2019–2021: Sterkhouder onder Clement

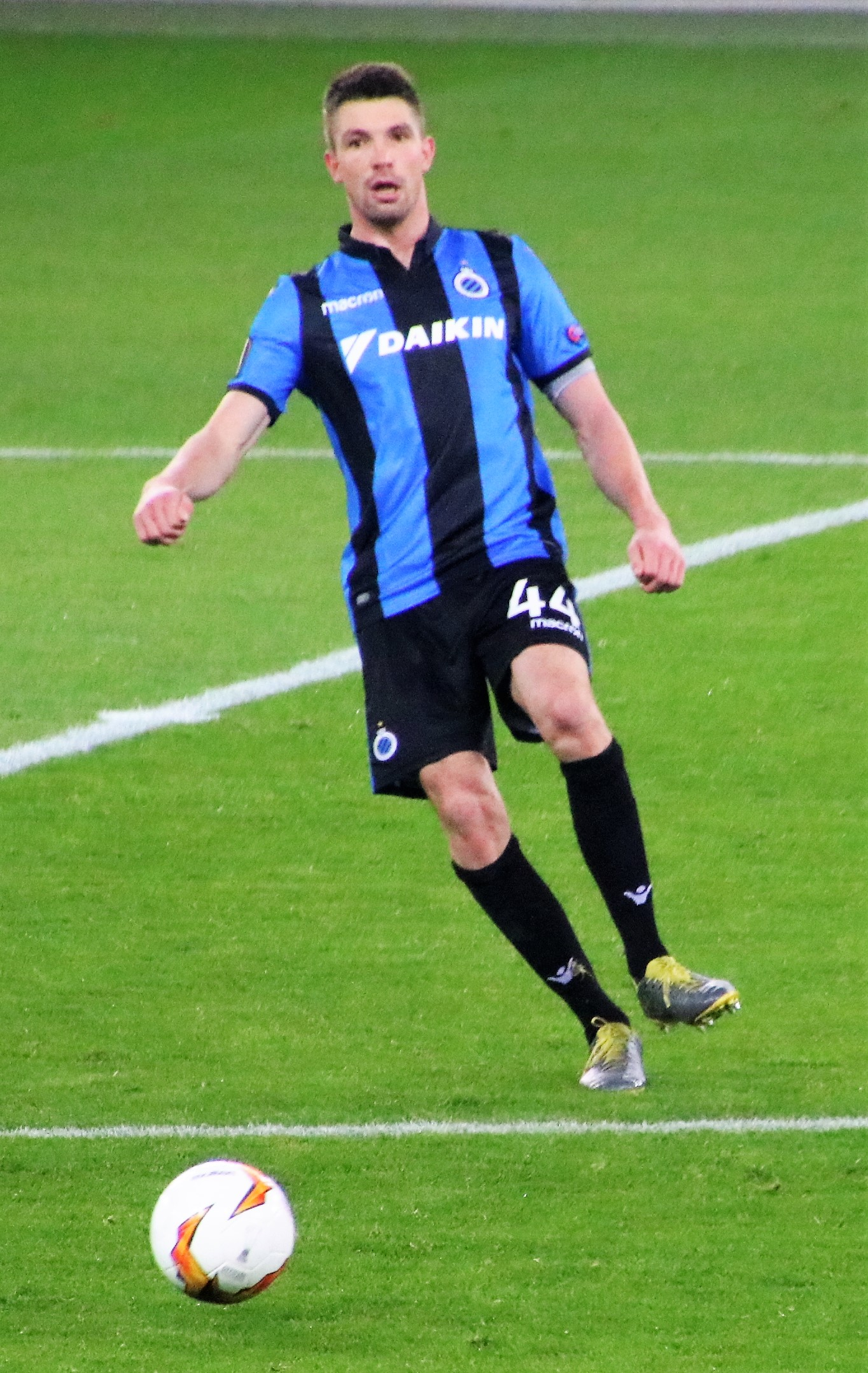
Mechele met Club Brugge tegen RB Salzburg in de UEFA Europa League in 2019. Club Brugge verloor deze wedstrijd weliswaar met 4–0. Red Bull Arena, Wals-Siezenheim. Tweede jaar van trainer Ivan Leko bij Club Brugge.

Op 5 februari 2020 scoorde Mechele, onder leiding van de nieuwe coach Philippe Clement, het openingsdoelpunt in de terugwedstrijd van de halve finale van de Beker van België op het veld van SV Zulte Waregem. Hij devieerde een doorgekopte bal van Michael Krmenčík met de borst in het lege doel van de uitgekomen Zulte Waregem-doelman Sammy Bossut. Mechele kreeg het doelpunt wel nipt op zijn naam want de bal was al bijna over de doellijn. Brugge plaatste zich voor de bekerfinale dankzij de dan 18-jarige Charles De Ketelaere, nadat invaller Dimitri Oberlin de gelijkmaker had gescoord voor Zulte Waregem (1–2). De heenwedstrijd was op 1–1 geëindigd, waardoor Club Brugge verlengingen vermeed. Brugge verloor de finale van Royal Antwerp FC met 0–1.
In het seizoen 2020–2021 bleef Mechele een vaste waarde in de competitiewedstrijden van Club Brugge. In de UEFA Champions League speelde hij twee keer de volledige wedstrijd tegen Zenit Sint-Petersburg, met een dubbele overwinning als resultaat. In de andere vier groepswedstrijden bleef Mechele evenwel op de bank. Het seizoen daarvoor kwam hij vijf keer in actie in de groepsfase van de Champions League. Op 1 oktober 2019 hield Club Brugge, met Mechele die avond tussen de lijnen, toenmalig bekerhouder Real Madrid op een 2–2 gelijkspel in hun eigen Bernabéustadion én tegen hun sterkst mogelijke bezetting. Deze teamprestatie ging internationaal dan ook niet ongemerkt voorbij.
Op 5 december 2020 werd Mechele thuis tegen STVV (1–0 winst) in de bloemetjes gezet voor zijn 250ste wedstrijd voor Club Brugge. Hij trad in een speciaal thuisshirt van de club aan, met voor hem gedrukte 'tags' 250 games respectievelijk 5/12/2020 boven respectievelijk onder het standaard op de linkermouw genaaide logo van de Jupiler Pro League. Bovendien mocht Mechele af en toe de kapiteinsband dragen bij afwezigheid van eerste kapitein Ruud Vormer en vice-kapitein Hans Vanaken, zoals dat bijvoorbeeld ook het geval zou zijn in de gewonnen Supercup van 2020–2021 tegen bekerwinnaar KRC Genk op 17 juli 2021. Dit werd Mecheles eerste prijs als aanvoerder van blauw-zwart.
Op 24 januari 2021 scoorde Mechele de winning goal in de competitietopper tegen Genk. Mechele legde de bal dood op de borst en als was hij een volleerde centrumspits werkte hij vervolgens beheerst af. Mecheles doelpunt werd omschreven als een "spitsengoal" en deze 3-2 bleek uiteindelijk voldoende voor de drie punten. Vier dagen later was hij opnieuw trefzeker in de Brugse stadsderby tegen Cercle Brugge. Dit keer zorgde Mechele voor de gelijkmaker met een kopbal. Zijn treffer bleek cruciaal in de 1-2-overwinning.
Op 18 februari 2021 was het andermaal raak voor Mechele. De verdediger scoorde in de UEFA Europa League op het veld van FC Dynamo Kiev het levensbelangrijke uitdoelpunt. Het werd 1-1 in die heenwedstrijd, wat niet voldoende bleek voor de kwalificatie. Mechele en Club Brugge werden in 2021 opnieuw landskampioen.

#### 2021–2022: Evenaring Brugs recordaantal titels
In het seizoen 2021–2022 verlengde blauw-zwart zijn landstitel, waarbij de Nederlander Alfred Schreuder halverwege het seizoen het roer overnam van Philippe Clement, die het schip verliet voor het Franse AS Monaco. De achttiende landstitel in de clubgeschiedenis was de vijfde voor Mechele, Hans Vanaken en Ruud Vormer, in voorgaande jaren sterkhouders van het elftal. De drie spelers delen het record met Fons Bastijns, Birger Jensen, Raoul Lambert, Georges Leekens, Franky Van der Elst en Dany Verlinden.
In seizoen 2022-2023 bleef Mechele onder de nieuwe hoofdtrainer Carl Hoefkens onbetwiste basisspeler. In de UEFA Champions League speelde Mechele voor het eerst in zijn carrière elke minuut. Met Club Brugge plaatste hij zich bovendien voor het eerst in de clubgeschiedenis voor de knock-outfase van het Kampioenenbal (sinds de eerste editie van de UEFA Champions League in 1992–1993), als tweede van een groep met FC Porto (groepswinnaar), Bayer Leverkusen en Atletico Madrid. Op 8 november raakte bekend dat hij werd opgenomen in het beste elftal van de groepsfase, dat officieel door de UEFA was samengesteld.

#### 2022–2024: 'Papa' voor jonge defensie en record
Mechele bleef ook in de seizoenen 2022–2023 en 2023–2024 het vertrouwen behouden in de basiself van Club Brugge. Mechele zou voortaan, als leider van de Brugse verdediging, enkele beloftevolle verdedigers begeleiden. De doorknede Mechele nam een nieuwe rol op als leermeester van spelers als Abakar Sylla, Jorne Spileers en Joel Ordóñez. De vleugelverdedigers (i.e. Kyriani Sabbe, Bjorn Meijer en Maxim De Cuyper) waren in die periode eveneens zeer jong. Er werd toen ook niet geïnvesteerd in een ervaren centrale verdediger. Mechele was de enige centrale verdediger bij Club Brugge die reeds zijn strepen had verdiend in de Belgische hoogste klasse. Mechele overschreed in december 2023 de kaap van 400 officiële wedstrijden voor Club Brugge, thuis tegen Standard Luik (2–0 zege). Mechele bereikte in de periode 2022–2024 definitief de status van cultspeler bij de club. Spileers verklaarde "in zijn jonge tienerjaren met veel respect en bewondering naar [Brandon] Mechele te hebben gekeken" en noemde Mechele schertsend zijn "vader" (letterlijk zei Spileers "papaatje"). Spileers zei dat in mei 2024 en in bijzijn van Mechele dewijl beiden in de feestroes verkeerden van het behalen van de negentiende Brugse landstitel onder interim-trainer Nicky Hayen.
In België was de teneur na de laatste Brugse landstitel in 2021–2022 lange tijd negatief geweest, in die zin dat het blauw-zwart aan een ervaren verdediging ontbeerde en de perceptie was dat Mechele mee verzoop, waardoor er ook op hem opnieuw flink wat kritiek kwam. Dat Club Brugge ver onder de verwachtingen van fans en media bleef lag vooral onder Ronny Deila (2023–2024) aan de totaalprestatie van het team. Dat het Brugse middenveld onder niveau presteerde met figuurlijk steriel, horizontaal en traag spel en aanvallers vaak 20 kansen in één wedstrijd lieten liggen bleef vaak eerder onderbelicht in de media. Mechele zakte als zodanig weer wat in de achting van menig analist of journalist. In het seizoen 2022–2023 eindigde Club Brugge slechts als vierde, een jaar later zou het tot de play-offs duren vooraleer blauw-zwart de machine aan de praat kreeg. Mechele en zijn maats begonnen als vierde  van de reguliere competitie aan de play-offs (vierde van zes in de play-offs) dat seizoen, en deden het schier onmogelijke met het behalen van de negentiende landstitel voor Club Brugge.
De jeugdspelers speelgelegenheid gunnen was een keuze van het Brugse bestuur in samenspraak met trainers Carl Hoefkens en later Ronny Deila. Jonge verdedigers als Odilon Kossounou en Abakar Sylla brachten veel geld in het laatje. Echter, het was net die keuze die logischerwijs met veel ups en downs gepaard ging. Al die tijd was Mechele de enige constante; hij moet telkens weer een nieuwe defensie zien te sturen. De aanpak werd in de media dan ook op kritiek onthaald. Toen met name Ronny Deila de plak zwaaide bij Brugge zouden de media stellen dat de keuze voor een jonge defensie "niet langer te rechtvaardigen was". Die bewuste maanden werden iets meer tegengoals geïncasseerd dan voorgaande jaren. Eén patroon, in het bijzonder onder Deila, was dat dit doorgaans in het slot van de wedstrijd gebeurde omdat Deila volgens waarnemers te vroeg de bus parkeerde (ofwel een vijfde verdediger bijzette). Club Brugge kroop dan massaal in egelstelling, vaak met het centrale duo Mechele–Spileers dat aan de wedstrijd begon. Op die manier gaf blauw-zwart wedstrijden alsnog uit handen.
Ik vond dat we [onder Deila] als verdediging goed stonden. Maar we kwamen zo vaak onder druk omdat de rest niet goed stond. Onder Hayen zijn er bepaalde details bijgeschaafd. We hadden de jongste verdediging in België, en uiteindelijk werden we op het einde van het seizoen nog de beste achterlinie van het land. We zijn anders gaan pressen, stonden meer in blok. Dan is het logisch dat je minder goals slikt en betere resultaten haalt.
— Mechele over de moeilijke periode onder Ronny Deila en de heropleving onder Nicky Hayen, in juli 2024 
Op persoonlijk vlak was het seizoen 2023–2024 opmerkelijk. Mechele scoorde maar liefst vijf keer in de competitie, een persoonlijk record. Hij kreeg vanaf de play-offs de Ecuadoraan Joel Ordóñez als defensieve partner, en speelde terug op een hoog niveau onder Nicky Hayen na het ontslag van Deila. In de klassieker thuis tegen RSC Anderlecht op de tweede speeldag van de Champions' Play-offs opende hij als kapitein de score met een kopbaldoelpunt op hoekschop vanaf links. Hij dook op aan de eerste paal en kopte naar de verste hoek. Bij afwezigheid van Hans Vanaken (ziekte) en Simon Mignolet (geblesseerd) mocht Mechele tegen Anderlecht voor de gelegenheid de kapiteinsband dragen. Club Brugge won met 3–1. Na nog vijf zeges en twee gelijke spelen mocht Mechele zijn zesde landstitel met Club Brugge vieren.
Club Brugge had zich te elfder ure in de Champions' Play-offs (top-6) weten te nestelen. Tussenin bereikte Mechele met Club Brugge ook de halve finale van de UEFA Conference League, waarin het Italiaanse Fiorentina te sterk bleek. Club Brugge achtervolgde Union Sint-Gillis op twintig punten in februari 2024. Mechele speelde mee in 61 van de 63 wedstrijden die Club Brugge dat seizoen speelde en was telkens basisspeler. Ondanks de comeback — dankzij de halvering van de punten voor de Champions' Play-offs en heilloos dipje van Union vroeg in de play-offs — ziet Mechele zijn zesde recordtitel, met Hans Vanaken, als inferieur aan de titel uit 2018 behaald onder trainer Ivan Leko.

## Interlandcarrière
Brandon Mechele werd in oktober 2018 voor het eerst opgeroepen voor de Rode Duivels, voor de vriendschappelijke interlands tegen Zwitserland op 12 oktober 2018 (2–1 winst) en Nederland op 16 oktober 2018 (1–1 gelijkspel). Hierin kwam hij wel nog niet in actie. De centrale verdediger debuteerde pas tijdens zijn 8ste selectie op 13 oktober 2019, dit in een kwalificatiewedstrijd voor het EK 2020 in en tegen Kazachstan. Hij mocht in de extra tijd op de 91ste minuut invallen voor Thomas Vermaelen en de wedstrijd volmaken. België won de wedstrijd met 0–2 en plaatste zich voor het EK.
Op 8 oktober 2021 mocht Brandon Mechele voor het eerste starten in de oefeninterland tegen Ivoorkust. Die wedstrijd eindigde op 1–1. Ook op 11 november 2020 maakte hij de volledige 90 minuten vol in een oefeninterland tegen Zwitserland. Mechele maakte geen deel uit van de selectie voor het EK in 2021. Samen met Albert Sambi Lokonga en Zinho Vanheusden werd hij gevraagd stand-by te blijven en deed hij de voorbereiding met de selectie mee.

## De speelstijl van Mechele
Mecheles grootste kwaliteit ligt voornamelijk in het puur verdedigend compartiment. Hij hanteert doorgaans een sobere speelstijl, veel inzet en goed positiespel. Mechele speelt als aloude centerhalf (voorstopper), en hij schaduwt de spits van de tegenstander. Hij is zeer kopbalsterk: bijna al zijn doelpunten scoorde hij reeds met het hoofd bij / na een hoekschop. Hij dekt vaak door tot aan de middelste linie om de tegenstander op te jagen. In recente jaren heeft hij de neiging om eerder uit de mandekking te stappen om te gaan anticiperen vanuit positionering (gebaseerd op ervaring) en als laatste man een pass of voorzet op te ruimen. Onder Ivan Leko speelde Mechele twee seizoenen als veegmachine (laatste man) in het midden van een driemansdefensie. In het eerste seizoen onder Leko werd Mechele veelgeprezen voor zijn defensieve werken. Toch liet hij het verzorgen van de opbouw destijds meestal over aan Stefano Denswil of Benoît Poulain, die respectievelijk links en rechts van hem speelden. Mechele is van nature een rechtsvoetige speler, maar ontwikkelde met de jaren ook sterk zijn linkervoet. Navenant wordt de Bredenenaar zowel rechts als links centraal in de verdediging opgesteld, hoewel hij al het meest vanaf rechts heeft gespeeld. Hij kan als libero spelen wanneer nodig.
Mechele werd in vroegere seizoenen op onregelmatige basis bekritiseerd, met name voor een primitieve bijdrage aan de spelopbouw van achteren uit. In casu een onbevredigende passing. Hij heeft zijn passing later bijgeschaafd, waardoor hij in recentere seizoenen (2022–heden) vaker als een (uit)voetballende verdediger speelt dan in de seizoenen onder trainers Michel Preud'homme (2013–2016) en Ivan Leko (2017–2019). Onder Nicky Hayen is hij al dermate gegroeid in het (uit)voetballende onderdeel dat hij dan verscheidene keren als klassieke libero speelt, zoals op 22 december 2024 tegen Union Sint-Gillis in de reguliere competitie waarbij Brugge in de tweede helft een dubbele achterstand ophaalt (2–2) en overstapt naar een soort 3–2–5 formatie met Mechele die ongedekt inschuift bij balbezit om zo meer ruimte te kunnen maken voor de aanvallers en het veld open te trekken. Uit bij Dender, onder Hayen eind augustus 2024, trok Mechele als meer defensief ingestelde libero (laatste man) mee de overwinning over de streep (1–2). Hayen posteerde Mechele in de slotfase tussen centrale verdedigers Zaid Romero en Joel Ordóñez in, waarbij hij als veegmachine in 5–3–2 uit de mandekking speelde. Bevraagd naar zijn indruk over de eensklapse ontwikkeling, zei Mechele in maart 2025: "Onze verdedigers zijn heel jong, dus ik probeer vaker dan vroeger de leiding te nemen. Voorlopig gaat dat goed. Ordóñez en ik zijn complementair. Vroeger ging het makkelijker voor mij als ik naast een voetballende verdediger [zoals Denswil of Kossounou] stond. De laatste twee jaar is dat precies omgedraaid. Zeker dit seizoen (2024–2025) ben ik meer de voetballende verdediger geworden. Mijn grootste sterkte zal altijd mijn verdedigende kant blijven. Maar de laatste jaren ben ik sterker geworden aan de bal. Ook dit seizoen blijf ik dingen doen waarvan ik mezelf een beetje verbaas. Dat [mee opbouwen en aanvallen als verdediger] is iets dat ik leuk ben beginnen vinden. De eerste keer heb ik het gedaan op Union, op voorstel van de trainer. Dat is toen zo goed gelukt dat ik het ben blijven doen. Ik kan de situaties steeds beter herkennen wanneer ik ruimte heb om op te schuiven. De middenvelders spelen erop in door zich te laten uitzakken om me ruimte te geven. Zo begint het een routine te worden. Het is lastiger verdedigen voor de tegenstander als er meer positiewissels zijn."
Op 8 november 2024 haalde Brandon Mechele de hoogtepunten op de officiële sociale media van de UEFA Champions League met een opvallende verdedigende en spelopbouwende actie in de thuiswedstrijd tegen Aston Villa die Club Brugge twee dagen eerder met 1–0 won. Eerst ontfutselde hij centrumspits Jhon Durán de bal met een agressieve schouderduw en staande tackle, waarna hij de aanglijdende linker wingback Ian Maatsen uitkapte en de bal vooruit inspeelde naar Joaquin Seys. Waar het hem doorheen zijn loopbaan aan techniek ontbeerde, compenseerde hij die zwakte steeds met "zijn fysieke sterkte, tactisch doorzicht, snelheid en zijn uitstekende tackle". Hij staat bekend als een 'propere' speler, die geen al te grove overtredingen maakt. Hij kreeg relatief weinig kaarten te zien; 53 geel en éénmaal twee keer geel (tegen Manchester United, kwalificatieronde UEFA Champions League 2015–2016, op Old Trafford) in twaalf seizoenen, na afloop van het seizoen 2023–2024.
Mechele werd reeds door menigeen tot een van de beste centrale verdedigers van de Jupiler Pro League geschaard. Echter, als centrale verdediger uit hetzelfde tijdvak als Vincent Kompany, Jan Vertonghen, Toby Alderweireld en Thomas Vermaelen werd Mechele beschouwd als "niet goed genoeg om in een Europese topcompetitie te spelen", wat ondanks concrete interesse uit een van de vijf topcompetities, de Italiaanse Serie A (Mechele kwam in de zomer van 2022 op de radar van Bologna te staan), tegen het licht werd gehouden inzake zijn rol in het Belgisch voetbalelftal waarvoor hij tot op heden vier interlands heeft gespeeld en verder amper opgeroepen werd.

## Rugnummer 44
Brandon Mechele kreeg aanvankelijk het nummer 45 toegewezen bij Club Brugge, maar de Bredenenaar schakelde een seizoen later al meteen over naar zijn inmiddels kenmerkend geworden rugnummer '44'. Mechele draagt nummer '44' in het seizoen 2024–2025 overigens nog steeds. Die '44' was vrij sinds het vertrek van de Kroatische smaakmaker Ivan Perišić naar Borussia Dortmund in de zomer van 2011. Wat enige vorm van symboliek betreft, heeft de '44' in zoverre bekend geen andere betekenis dan dat het – na 45 – zijn nummer werd als speler uit de jeugdschool van blauw-zwart. Het was namelijk zo dat Brugse jeugdspelers destijds rugnummers 40 tot 49 droegen. Björn Engels droeg het nummer 40, Birger Verstraete het nummer 41, Nikola Storm het nummer 42 en Nathan Lagrou het nummer 43.

## Statistieken

### Clubvoetbal
| Seizoen         | Club                       | Land            | Competitie         | Competitie | Competitie | Beker van België | Beker van België | Europees | Europees | Supercup | Supercup | Totaal | Totaal |
| Seizoen         | Club                       | Land            | Competitie         | Wed.       | Dlp.       | Wed.             | Dlp.             | Wed.     | Dlp.     | Wed.     | Dlp.     | Wed.   | Dlp.   |
| --------------- | -------------------------- | --------------- | ------------------ | ---------- | ---------- | ---------------- | ---------------- | -------- | -------- | -------- | -------- | ------ | ------ |
| 2012/13         | Club Brugge                | Vlag van België | Jupiler Pro League | 3          | 0          | —                | —                | —        | —        | —        | —        | 3      | 0      |
| 2013/14         | Club Brugge                | Vlag van België | Jupiler Pro League | 25         | 0          | 1                | 0                | 2        | 0        | —        | —        | 28     | 0      |
| 2014/15         | Club Brugge                | Vlag van België | Jupiler Pro League | 30         | 2          | 6                | 1                | 13       | 0        | —        | —        | 49     | 3      |
| 2015/16         | Club Brugge                | Vlag van België | Jupiler Pro League | 18         | 0          | 2                | 0                | 9        | 0        | 1        | 0        | 30     | 0      |
| 2016/17         | Club Brugge                | Vlag van België | Jupiler Pro League | 0          | 0          | 0                | 0                | 2        | 0        | 0        | 0        | 2      | 0      |
| 2017/18         | Club Brugge                | Vlag van België | Jupiler Pro League | 40         | 3          | 5                | 2                | 3        | 0        | —        | —        | 48     | 5      |
| 2018/19         | Club Brugge                | Vlag van België | Jupiler Pro League | 32         | 0          | 1                | 0                | 7        | 0        | 0        | 0        | 40     | 0      |
| 2019/20         | Club Brugge                | Vlag van België | Jupiler Pro League | 24         | 0          | 6                | 1                | 8        | 0        | —        | —        | 38     | 1      |
| 2020/21         | Club Brugge                | Vlag van België | Jupiler Pro League | 35         | 2          | 3                | 0                | 4        | 1        | —        | —        | 42     | 3      |
| 2021/22         | Club Brugge                | Vlag van België | Jupiler Pro League | 38         | 0          | 4                | 0                | 3        | 0        | 1        | 0        | 46     | 0      |
| 2022/23         | Club Brugge                | Vlag van België | Jupiler Pro League | 36         | 2          | 2                | 0                | 8        | 0        | 1        | 0        | 47     | 2      |
| 2023/24         | Club Brugge                | Vlag van België | Jupiler Pro League | 40         | 5          | 5                | 0                | 16       | 1        | —        | —        | 61     | 6      |
| 2024/25         | Club Brugge                | Vlag van België | Jupiler Pro League | 40         | 3          | 5                | 0                | 12       | 0        | 1        | 0        | 58     | 3      |
| 2025/26         | Club Brugge                | Vlag van België | Jupiler Pro League | 4          | 1          | 0                | 0                | 3        | 1        | 1        | 0        | 8      | 2      |
| Club totaal     | Club totaal                | Club totaal     | Club totaal        | 365        | 18         | 40               | 4                | 90       | 3        | 5        | 0        | 500    | 25     |
| 2016/17         | → Sint-Truidense VV (huur) | Vlag van België | Jupiler Pro League | 18         | 2          | —                | —                | —        | —        | —        | —        | 18     | 2      |
| Club totaal     | Club totaal                | Club totaal     | Club totaal        | 18         | 2          | —                | —                | —        | —        | —        | —        | 18     | 2      |
| Carrière totaal | Carrière totaal            | Carrière totaal | Carrière totaal    | 383        | 20         | 40               | 4                | 90       | 3        | 5        | 0        | 518    | 27     |

1. ↑  Club Brugge werd reeds uitgeschakeld in de Beker van België door Cercle Brugge op 29 november 2012.
2. ↑  Club Brugge nam deel aan de UEFA Europa League 2012–13 groepsfase. Uitgeschakeld voor Nieuwjaar.
3. ↑  UEFA Europa League 2013–14 kwalificatie.
4. ↑  UEFA Europa League 2014–15 kwalificatie (1), groepsfase (6) en knockoutfase (6).
5. ↑  UEFA Champions League 2015–16 kwalificatie (3) en UEFA Europa League 2015–16 groepsfase (6).
6. ↑  UEFA Champions League 2016–17 groepsfase.
7. ↑  UEFA Champions League 2017–18 kwalificatie (2) en UEFA Europa League 2017–18 kwalificatie (1).
8. ↑  UEFA Champions League 2018–19 groepsfase (5) en UEFA Europa League 2018–19 knockoutfase (2).
9. ↑  UEFA Champions League 2019–20 kwalificatie (1), UEFA Champions League 2019–20 groepsfase (5) en UEFA Europa League 2019–20 knockoutfase (2).
10. ↑  UEFA Champions League 2020–21 groepsfase (2) en UEFA Europa League 2020–21 knockoutfase (2).
11. ↑  De Belgische Supercup werd niet gespeeld vanwege de coronacrisis in België. Seizoen werd stopgezet vanwege de crisis. De finale van de Beker van België 2019-20, Club Brugge tegen Antwerp, vond plaats op 1 augustus 2020.
12. ↑  UEFA Champions League 2021–22 groepsfase.
13. ↑  UEFA Champions League 2022–23 groepsfase (6) en knockoutfase (2).
14. ↑  UEFA Conference League 2023–24 kwalificatie (5), groepsfase (6) en knockoutfase (5).
15. ↑  UEFA Champions League 2024–25 ligafase (8), knockoutfase (4).
16. ↑  UEFA Champions League 2025–26 kwalificatie (2).
17. ↑  STVV uitgeschakeld voor Nieuwjaar, door Zulte Waregem in de kwartfinale. 2–0 op 14 december 2016.

Statistieken bijgewerkt tot 19 augustus 2025

### Interlands
| Interlands van Brandon Mechele voor België | Interlands van Brandon Mechele voor België | Interlands van Brandon Mechele voor België | Interlands van Brandon Mechele voor België | Interlands van Brandon Mechele voor België | Interlands van Brandon Mechele voor België |
| No.                                        | Datum                                      | Wedstrijd                                  | Uitslag                                    | Soort Wedstrijd                            | Doelpunten                                 |
| Als speler bij Club Brugge                 | Als speler bij Club Brugge                 | Als speler bij Club Brugge                 | Als speler bij Club Brugge                 | Als speler bij Club Brugge                 | Als speler bij Club Brugge                 |
| ------------------------------------------ | ------------------------------------------ | ------------------------------------------ | ------------------------------------------ | ------------------------------------------ | ------------------------------------------ |
| 1.                                         | 13 oktober 2019                            | Kazachstan – België                        | 0 – 2                                      | EK Kwalificatie 2020                       | –                                          |
| 2.                                         | 8 oktober 2020                             | België – Ivoorkust                         | 1 – 1                                      | Vriendschappelijk                          | –                                          |
| 3.                                         | 11 november 2020                           | België – Zwitserland                       | 2 – 1                                      | Vriendschappelijk                          | –                                          |
| 4.                                         | 20 maart 2025                              | Oekraïne – België                          | 3 – 1                                      | UEFA Nations League 2024/25 barrages       | -                                          |
| Totaal                                     | Totaal                                     | Totaal                                     | Totaal                                     | Totaal                                     | 0                                          |

Statistieken bijgewerkt tot 20 maart 2025

## Erelijst
| Kampioen België    | 6x | 2015/16, 2017/18, 2019/20, 2020/21, 2021/22, 2023/24 |
| Beker van België   | 2x | 2014/15, 2024/25                                     |
| Belgische Supercup | 5x | 2016 , 2018 , 2021, 2022, 2025                       |
| Brugse Metten      | 4x | 2012, 2013, 2019, 2020                               |

1. ↑  Zonder te spelen. Mechele behoorde niet tot de wedstrijdkern van Club Brugge voor de Supercup van 2016 tegen Standard Luik.
2. ↑  Item boven bis. Standard Luik, als bekerwinnaar, was in 2018 overigens ook de tegenstander van landskampioen Club Brugge.

## Persoonlijk leven
Mechele is gehuwd met Caroline Goorden sinds mei 2021. Het koppel had elkaar vijf jaar eerder leren kennen.